# Auchy-lez-Orchies

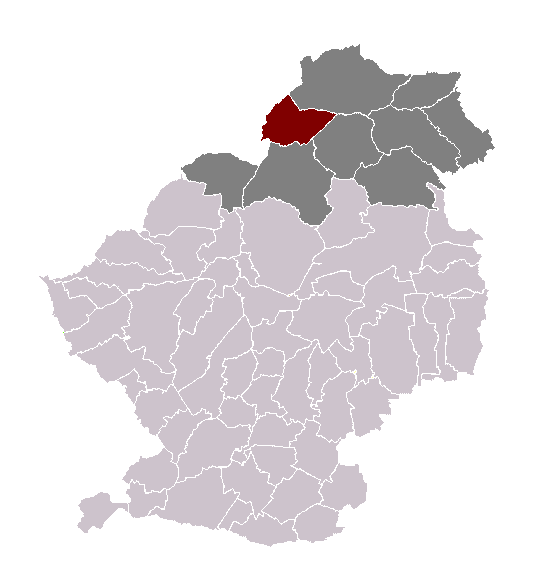
Localització d'

Auchy-lez-Orchies és un municipi francès, situat a la regió dels Alts de França, al departament del Nord. L'any 2006 tenia 1.368 habitants. Limita al nord-est amb Nomain, a l'est amb Orchies, al sud amb Coutiches, a l'oest amb Bersée i al nord-oest amb Cappelle-en-Pévèle.

## Demografia
| 1962                                       | 1968 | 1975 | 1982  | 1990  | 1999  | 2006  |
| ------------------------------------------ | ---- | ---- | ----- | ----- | ----- | ----- |
| 931                                        | 889  | 887  | 1.038 | 1.142 | 1.156 | 1.368 |
| Des de 1962: població sense dobles comptes |      |      |       |       |       |       |

## Administració
| Període   | Identitat         | Partit |
| --------- | ----------------- | ------ |
| 2001-2008 | André Abraham     |        |
| 2008-     | Jean-Claude Leroy |        |